# Souffleurs de Vers tour
Souffleurs de Vers Tour is het livealbum van de Franse band Ange, dat behoort bij hun studioalbum Souffleurs de Vers. Ange mag zich zeker in Frankrijk beroemd noemen, daarbuiten is de band nagenoeg onbekend. Ook Ange heeft de voordelen van livealbums ontdekt (minder illegale opnamen), want op haast elk studio volgt een livealbum. Dit album is voor het grootste deel opgenomen in thuishaven Belfort tijdens het concert aldaar op 25 oktober 2008.

## Musici
- Christian Décamps – zang, gitaar, toetsen;
- Tristan Décamps – toetsen, zang
- Caroline Crozat – zang en dans;
- Hassan Hajdi – gitaar, zang
- Thierry Sidhoum – basgitaar;
- Benoit Cazzulini – drums, percussie.

## Composities
Het album bevat twee geluidsdragers, een compact disc en een dvd:

### CD
1. Tous les boomerangs du monde (4:39)
2. La gare de Troyes (4 :48)
3. Exode (5 :00)
4. Dieu est un escroc (9 :02)
5. La bete (8 :09)
6. Aurélia (3 :40)
7. Nouvelles du ciel (4 :55)
8. Coupée en deux (7 :04)
9. Je travaille sans filet (7 :20)
10. Souffleurs de vers (19 :00)

### DVD
1. Tous les boomerangs du monde (4:39)
2. La gare de Troyes (4 :48)
3. Exode (5 :00)
4. Dieu est un escroc (9 :02)
5. La bete (8 :09)
6. Aurélia (3 :40)
7. Nouvelles du ciel (4 :55)
8. Coupée en deux (7 :04)
9. Je travaille sans filet (7 :20)
10. Saga
11. Ode a Emile
12. Souffleurs de vers (inleiding)
13. Souffleurs de vers (19 :00)
14. Les beaux restes/Saga (opgenomen in Rijsel, Le Splendid 15 maart 2008)
15. Les Noces / Quasimodo (idem)
16. Fotogalerij.